# ドゥルーズ/ガタリ
ドゥルーズ/ガタリあるいはドゥルーズ&ガタリは、哲学者ジル・ドゥルーズと、精神科医フェリックス・ガタリとのユニット。
代表的著作に『アンチ・オイディプス』(1972)、『カフカ マイナー文学のために』(1975)、『千のプラトー』(1980)、『哲学とは何か』(1991) がある。
二人で書くことの特別な意義や重要性が「絶えず複数であること」として作品の中で解説されており、単なる共著以上の意味がある。
『千のプラトー』は『アンチ・オイディプス』の続編であり、ほぼ同じ概念が展開され、前作で述べられた理論的記述の具体例の展開という趣である。